# Atik Ismail
Atik Ismail, född 5 januari 1957 i Helsingfors, är en före detta finländsk fotbollsspelare. Han är finländsk tatar.
Ismail spelade 26 matcher för finska landslaget mellan 1978 och 1983. Han vann finska Mästerskapsseriens skytteliga år 1978, 1979 och 1982. År 1978 blev Ismail vald till Årets fotbollsspelare i Finland.
Han har två söner, Ali och Pele Koljonen, som spelar i finska Tipsligan. Ismail bor idag i Kuopio och har varit Gröna förbundets och Vänsterförbundets kandidat till Europaparlamentet år 1999 och 2009.